# Lagurus
A Lagurus az emlősök (Mammalia) osztályának rágcsálók (Rodentia) rendjébe, ezen belül a hörcsögfélék (Cricetidae) családjába tartozó nem.

## Rendszerezés
A nembe az alábbi 1 élő faj és 3 fosszilis faj tartozik:
- †Lagurus arankae
- lemmingpocok (Lagurus lagurus) Pallas, 1773 - típusfaj[1]
- †Lagurus pannonicus
- †Lagurus transiens

A késő pliocén korból származó Lagurus arankae a legkorábbi Lagurus-faj. A másik két fosszilis faj pedig a L. arankae és a ma is élő lemmingpocok közti átmeneteket alkotják.
Egyes rendszerezők az észak-amerikai bozótlakó lemmingpockot (Lemmiscus curtatus) is ebbe a nembe sorolják, azonban meglehet, hogy a két állat nem is közeli rokon.

### Fordítás
Ez a szócikk részben vagy egészben  a   Lagurus (rodent) című angol Wikipédia-szócikk ezen változatának fordításán alapul.  Az eredeti cikk szerkesztőit annak laptörténete sorolja fel. Ez a jelzés csupán a megfogalmazás eredetét és a szerzői jogokat jelzi, nem szolgál a cikkben szereplő információk forrásmegjelöléseként.